# Meteoroïde

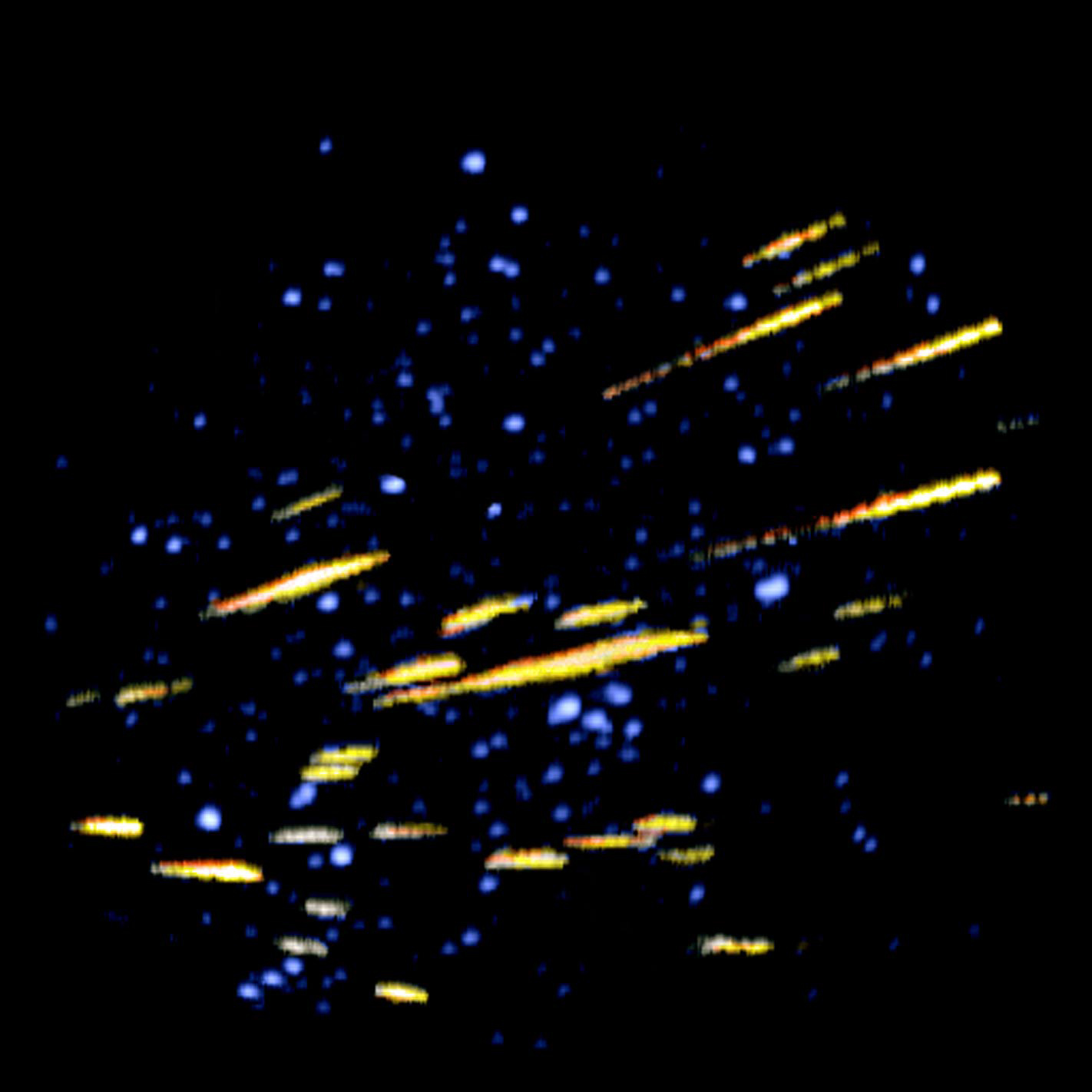
Een meteorenzwerm

Een meteoroïde (soms ook wel meteoride genoemd) is een stofdeeltje, stukje steen of een stukje ijs dat door de ruimte zweeft. Het kan van een komeet afgebroken zijn of gewoon een overblijfsel van het ontstaan van het zonnestelsel. Meteoroïden zijn groter dan interplanetaire materie (stof) maar kleiner dan planetoïden.
Als het van een komeet afkomstig is dan zal het zich nog in de baan van die komeet bevinden. Als de baan van de Aarde de baan van die komeet kruist dan zien we op Aarde een meteorenzwerm. Een bekende zwerm is die van de Perseïden die elk jaar rond 12 en 13 augustus te zien is. Men neemt aan dat deze meteoroïden afkomstig zijn van de komeet Swift-Tuttle.
De term meteoroïde is voor het eerst gebruikt door Hubert Anson Newton in 1864.

## 2023 CX1
Op 13 februari 2023 ontdekte astronoom Krisztián Sárneczky uit Hongarije bij routine-observaties met een telescoop een planetoïde die de atmosfeer van de Aarde zou gaan binnendringen. Bij de eerste waarneming was deze op 233.000 km afstand. Zeven uur later bereikte het object de atmosfeer en werd dit in verschillende landen waaronder Nederland en België als een heldere meteoor (bolide) waargenomen. Zoiets is zeer zeldzaam, het is het 7e natuurlijke object ooit dat is waargenomen voorafgaand aan het bereiken van de atmosfeer. Het object kreeg de naam 2023 CX1. Op 15 februari 2023 werd in een veld bij Saint-Pierre-le-Viger (Frankrijk) door een team van FRIPON/Vigie-ciel een één meter grote steen gevonden die na onderzoek de meteoriet blijkt te zijn van deze meteoor.